# FK Kubáň Krasnodar
Nezaměňovat s FK Krasnodar.
FK Kubáň Krasnodar (rusky Футбольный клуб Кубань Краснодар) byl tradiční klub ruské Premier-Ligy, sídlící ve městě Krasnodaru. Klub Kubáň Krasnodar byl založen roku 1928, zanikl v roce 2018. Hřištěm klubu byl Kubáň stadion s kapacitou 32 000 diváků.

## Historické názvy
- 1928 – FK Dynamo Krasnodar
- 1954 – FK Neftjanik Krasnodar
- 1958 – FK Kubáň Krasnodar
- 1960 – FK Spartak Krasnodar
- 1963 – FK Kubáň Krasnodar

## Čeští hráči v klubu
- 2005:  Jan Rezek
- 2005:  Lubomír Blaha

## Známí trenéři
- 2005:  Jozef Chovanec